# Toyota (stad)
Toyota (Japans: 豊田市,Toyota-shi) is een stad in de Japanse prefectuur Aichi. Op 1 november 2009 had de stad een geschatte bevolking van 424.580 inwoners en een bevolkingsdichtheid van 462 inwoners per km². De totale oppervlakte van deze gemeente is 918,47 km².

## Geografie
Toyota wordt begrensd door de volgende steden en gemeenten:
- prefectuur Aichi
  - Anjo, Okazaki, Kariya, Shinshiro, Seto, Chiryu, Nisshin
  - Nagakute (district Aichi)
  - Miyoshi (district Nishikamo)
  - Shitara (district Kitashitara )
- prefectuur Gifu
  - Ena, Toki, Mizunami
- prefectuur Nagano
  - Neba (district Shimoina)

## Geschiedenis
Het huidige Toyota ontstond uit de stad Koromo (挙母市). Koromo stond bekend als een zijdeproducent tijdens de Meijiperiode en de Taishoperiode. Toen de vraag naar zijde afnam in Japan en het buitenland zorgde dit voor een economische recessie. Deze recessie zorgde ervoor dat Kiichiro Toyoda, de neef van Eiji Toyoda op zoek ging naar een alternatief voor zijn textielbedrijf. Dit leidde uiteindelijk tot de stichting van de Toyota Motor Corporation.
- Koromo werd op 1 maart 1951 een stad (shi).
- 30 september 1956: Het dorp Takahashi van het Nishikamo wordt aangehecht.
- 1 januari 1959: Koromo wijzigt zijn naam naar Toyota.
- 1 maart 1964: De gemeente Kamigo van het Hekikai wordt aangehecht.
- 1 september 1965: De gemeente Takaoka van het Hekikai wordt aangehecht.
- 1 april 1967: De gemeente Sanage van het Nishikamo wordt aangehecht.
- 1 april 1970: Het dorp Matsudaira van het Higashikamo wordt aangehecht.
- 1 april 1998: Toyota verwerft het statuut van kernstad.
- 1 april 2005: De gemeenten Fujioka en Obara van het Nishikamo en de gemeenten Asuke, Shimoyama, Asahi en Inabu van het Higashikamo worden aangehecht bij Toyota.

## Onderwijs
De stad telt verschillende universiteiten :
- Aichi Gakusen Universiteit (愛知学泉大学, Aichi Gakusen Daigaku)
- Het Aichi Instituut van Technologie (愛知工業大学)
- Ohkagakuen Universiteit (桜花学園大学)
- Chukyo Universiteit (中京大学, Chūkyō Daigaku)
- Aichi Mizuho Universiteit

## Bezienswaardigheden
- Toyota Stadium (豊田スタジアム Toyota Sutajiamu), voetbalstadion van Nagoya Grampus Eight.
- Sanageschrijn
- Toyota Hakubutsukan (Toyota automuseum)
- Koromoschrijn
- Kasteel Shichishu (Shichishu-jō)

## Verkeer

### Trein
- Meitetsu
  - Toyota-lijn
    - Stations Josui - Kamitoyota - Umetsubo

  - Mikawa-lijn
    - Stations Sanage - Hiratobashi - Koshido - Umetsuba - Toyotashi - Uwagoromo - Tsuchihashi- Takemura - Wakabayashi - Mikawa Yatsuhashi
- Aichi Loop Railway
  - Aichi-ringlijn
    - Stations Mikawa-Kamigo - Ekaku - Suenohara - Mikawa-Toyota - Shin-Uwagoromo - Shin-Toyota - Aikan-Umetsubo - Shigo - Kaizu - Homi - Sasabara - Yakusa
- Aichi Rapid Transit
  - Linimo
    - Stations Tojishiryokan Minami -Yakusa

### Bus
- Meitetsu Bus
- JR Tokai Bus
- Hoei Kotsu

### Weg

#### Autosnelweg
Toyota ligt aan de Tomei-autosnelweg, Isewangan-autosnelweg en de Tokai-Kanjo-autosnelweg.

#### Autoweg
Toyota ligt aan de volgende autowegen :
- Autoweg 153
- Autoweg 155
- Autoweg 248
- Autoweg 257
- Autoweg 301
- Autoweg 419
- Autoweg 420
- Autoweg 473

#### Prefecturale weg
Toyota ligt aan de prefecturale wegen 6,11, 12, 13, 19, 20,33, 39, 54, 56, 58, 76,77, 80,101,215,218,230,232, 283,284,288,336-367, 477, 484-491, 520 en 523.

## Sport
Toyota was met het City of Toyota Stadium speelstad bij het WK rugby 2019.

## Partnersteden
Toyota heeft een stedenband met :
- Detroit (Michigan), Verenigde Staten (sinds 21 september 1960).
- Derby, Engeland (sinds 16 november 1998).

## Geboren in Toyota
- Suzuki Shōsan (鈴木正三) (1579-1655) een samoerai
- Yoshio Markino (1874-1956), een auteur
- Kiichiro Toyoda, Japans ondernemer (1894-1952) en oprichter van Toyota, waarnaar de stad hernoemd is
- Etsuko Nishio (西尾 えつ子, Nishio Etsuko) (1973), een zangeres
- Miliyah Kato (1988) , J-pop-artieste.